# بلازمين
بلازمين  هو إنزيم متواجد في الدم ويقوم بتكسير بروتينات الدم، خصوصا تجمع الفايبرين. تكسير الفيبرين يسمى بانحلال الفبرين. في الإنسان، البلازمين موجود في الجين plg.

## الوظيفة
البلازمين يعتبر مكسر للبروتينات، ويعمل على اذابة تجمعات الفيبرين. البلازمين يكسر البروتينات في أماكن مختلفة وليس مختص بالفيبرين. البلازمين ينشط الانزيمات المكسة للكولاجين وتسمى ب كولاجينيز collagenases.البلازمين يكسر الفيبرين fibrin والفيبرونيكتين fibronectin والثرومبوسبوندين thrombospondin والامينين والفان ويلبراند عامل فون ويل براند.البلاومين كالتريبسين، ينتمون إلى عائلة مكسري السيرين serine proteases.
البلازمين يفرز على شكل زايموجين ويسمى بلازموجين plasminogen من الكبد إلى الدورة الدموية. البلازمينوجين يتحول إلى البلازمين activation by tissue عبر انزيمات منها منشط البلازمينوجين النسيجي tissue plasminogen activator. الفيبرين يعتبر عاملا مرافقا لتنشيط البلازمينوجين plasminogen. المستقبل لمنشط يوروكاينيز بلازمينوجين (uPAR) عبارة عن تميم لعامل لتنشيط البلازمينوجين. التحول من البلازمينوجين إلى البلازمين يتضمن كسر الروابط الببتيدية.

## علم الأمراض
النقص في البلازمين يمكن أن يودي إلى تكون كتلة دموية. النقص في البلازمينوجين يمكن أن يؤثر على التأم الجروح.
في الإنسان، اظطراب نادر يسمى بنقص البلازمينوجين النوع الأول plasminogen deficiency type I. يكون بسبب طفرة جينية وتكون اعراض بالتهاب ملتحمة العين.

## التفاعل
البلازمين اظر تفاعل مع الثرومبويبوندين 1 والفا انتي بلازمين وIGFBP3. , Alpha 2-antiplasmin and IGFBP3.

## قراءة متصلة
- Shanmukhappa K, Mourya R, Sabla GE, Degen JL, Bezerra JA (يوليو 2005). "Hepatic to pancreatic switch defines a role for hemostatic factors in cellular plasticity in mice". Proc. Natl. Acad. Sci. U.S.A. ج. 102 ع. 29: 10182–7. DOI:10.1073/pnas.0501691102. PMC:1177369. PMID:16006527.{{استشهاد بدورية محكمة}}:  صيانة الاستشهاد: أسماء متعددة: قائمة المؤلفين (link)
- Anglés-Cano E, Rojas G (2003). "Apolipoprotein(a): structure-function relationship at the lysine-binding site and plasminogen activator cleavage site". Biol. Chem. ج. 383 ع. 1: 93–9. DOI:10.1515/BC.2002.009. PMID:11928826.
- Ranson M, Andronicos NM (2004). "Plasminogen binding and cancer: promises and pitfalls". Front. Biosci. ج. 8: s294–304. DOI:10.2741/1044. PMID:12700073.

## روابط خارجية
- The ميروبس  [لغات أخرى]‏ online database for peptidases and their inhibitors: S01.233 نسخة محفوظة 13 سبتمبر 2019 على موقع واي باك مشين.
- Plasmin في المكتبة الوطنية الأمريكية للطب نظام فهرسة المواضيع الطبية (MeSH).

تتضمن هذه المقالة نصوصًا مترجمة من نصوص منقولة من المكتبة الوطنية الأمريكية للطب، والتي تعد ملكية عامة.

قالب:Beta globulins